# 传统基金会亚洲政策研究中心
传统基金会的亚洲政策研究中心是该基金会最早的研究中心。人们逐渐认识到不断变化和发展的亚太地区对美国利益的重要性，于1983年成立了传统基金会。如今传统基金会的亚洲研究中心已跻身为世界上研究亚洲政策最优秀的智库之一，在国际上享有誉名。该中心的学者们倡导和支持能推动自由和民主，市场经济，法治以及能加强国防的政策。主要活动和出版物包括：年度李秉喆讲座系列（B.C. Lee Lecture）：前诺贝尔和平奖获得者亨利基辛格，美国前国务卿赖斯等名人都曾在该讲座上发表过讲话；亚洲主要指标图表书（Key Asian Indicators- A Book of Charts）：该书概述了亚洲国家在经济等多个领域的发展史；此外，该中心还通过它独有的华盛顿亚洲媒体圆桌会议（WRAPP）和亚洲媒体建立积极的合作关系。

## 李秉喆讲座系列（B.C. Lee Lecture）
李秉喆讲座系列的话题主要围绕美国与亚太地区的关系。为了感谢三星集团的慷慨捐助，此项活动以三星集团创始人李秉喆的名字命名。 
| 年份 | 演讲人              |
| ---- | ------------------- |
| 1995 | Henry Kissinger     |
| 1996 | Jesse Helms         |
| 1997 | Benjamin Gilman     |
| 1998 | Donald Rumsfeld     |
| 1999 | Edwin Meese III     |
| 2000 | Paul Wolfowitz      |
| 2001 | Doug Bereuter       |
| 2002 | Henry Hyde          |
| 2003 | Richard Lugar       |
| 2004 | Colin Powell        |
| 2006 | Condoleezza Rice    |
| 2007 | Henry Paulson       |
| 2008 | Richard Allen       |
| 2010 | Stephen J. Hadley   |
| 2011 | Joseph I. Lieberman |

## 华盛顿亚洲媒体圆桌会议（WRAPP）
在美国，华盛顿亚洲媒体圆桌会议是最大的亚洲媒体组织。该组织隶属传统基金会的亚洲政策研究中心， 旨在为亚洲的记者们提供更多途径获得来自内部决策者的权威信息。 
从1994年成立以来，该组织每月定期为亚洲记者们举行的新闻通报会。在圆桌会议上发表过讲话的名人包括： 美国国际关系委员会主席Benjamin Gilman议员，亚太地区委员会主席Doug Bereuter议员，国防部副助理库尔特·坎贝尔博士。此外，华盛顿邮报的特约专栏撰稿人David Broder先生也在圆桌会议上发表过讲话。  
圆桌会议的会员包括来自中国、日本、韩国以及其他多个亚太地区国家驻华盛顿的记者。圆桌会议的400多个成员中，有美国本土的报刊及电视媒体，还有报道关于亚太地区的外交、贸易和国防的驻扎在华盛顿的国际新闻媒体。